# 트라야노스 델라스
트라야노스 델라스(그리스어: Τραϊανός Δέλλας, 1976년 1월 31일, 테살로니키 ~ )는 은퇴한 그리스의 축구 선수이자 축구 감독이다. 그는 풋볼 리그의 AEK 감독을 역임하기도 했다. 그는 그리스의 UEFA 유로 2004 우승 주역으로, 이 대회에서 그는 모든 국제 대회를 통틀어 한번밖에 기록되지 않은 실버골의 주인공이 되었다.

## 클럽 경력

### 아리스
델라스는 그리스의 아리스에서 프로 무대에 입문해 2년을 머물렀고, 테살로니키 연고의 그리스 클럽이 UEFA컵에 진출하도록 도왔다. 그는 2004년, 파니스 카테르얀나키스와 함께 포르투갈에서 열린 UEFA 유로 2004에서 그리스 국가대표팀이 우승하도록 도왔다.

### 판세라이코스
1995년 여름, 델라스는 1년 동안 판세라이코스로 임대되었다.

### 셰필드 유나이티드
그는 아리스로 복귀한 후, 잉글랜드의 셰필드 유나이티드로 이적했다. 델라스는 셰필드 유나이티드 팬들에게 1999년 3월, 트랜미어 로버스전에 대해 회자시키고 있다. 유나이티드가 0-2로 끌려갈 때, 델라스는 교체로 나가 2번 득점해 3-2 승리를 견인했다. 그가 득점한 또다른 골은 포츠머스와의 경기에서 기록한 27m 슛이 전부였고, 이 골은 막판 결승골이 되었다.

### AEK
그는 그리스로 귀환해 AEK로 이적했고, 아테네 연고의 클럽에서 데미스 니콜라이디스, 바실리오스 치아르타스와 같은 거물급 선수들과 함께 그리스 컵 우승을 거두었고, 리그를 준우승으로 마감했다.

### 페루자
훌륭한 활약을 펼친 후, 델라스는 이탈리아 클럽 페루자와 계약했다. 그러나, 델라스는 계약에 대해 불협화음을 내면서 페루자 1군에서 밀려났고, 시즌 막판 6달동안 출전하지 못했고, 총 8경기에 출전하는데 그쳤다.

### 로마
클럽을 떠난 후, 델라스는 세리에 A 클럽 로마의 관심을 받아 2002년에 자유 이적으로 팀에 합류했다. 파비오 카펠로 감독이 유벤투스로 이적한 후, 그는 마침내 선발 라인업에 들었고, 델라스는 훌륭한 활약을 펼쳤다. 특이하게도, 그는 로마가 참혹한 2004-05 시즌을 보냄에도 불구하고, 훈련과 경기에서 팬들로부터 지속적으로 야유를 듣지 않는 3명중 한명 (다른 두명은 플레이메이커 프란체스코 토티와 스트라이커 빈첸초 몬텔라였다.) 이 되는 영예를 안았다. 클럽과 재계약을 하는데 실패한 후, 델라스는 자유 이적 상태에 들어갔다. 이후, 그는 탈장으로 인해 축구를 8달동안 하지 못하게 되었고, 유럽 빅 클럽들의 제의를 받아들이지 못했다.

### AEK 복귀
2005년 여름, 델라스는 그리스로 복귀해 친정팀 AEK로 복귀해 전 동료이자 그의 좋은 동행자인 데미스 니콜라이디스와 재회했다. 그는 2007년 6월에 계약을 2년 더 연장하고 팀 주장이 되었다. 이 곳에서 델라스는 히바우두, 판텔리스 카페스와 같은 거물들과, 소크라티스 파파스타토풀로스라는 신예와 활약했다. 2008년 7월 23일, 델라스와 계약 갱신 합의에 실패함에 따라 상호 계약 해지를 하기로 결정했다.

### 아노르토시스
2008년 7월 24일, 그는 키프로스 클럽 아노르토시스와 2년 계약을 체결했다. 델라스는 2008-09 시즌, UEFA 챔피언스리그에 참가해 주제 모리뉴의 인테르나치오날레를 상대하는 팀을 도왔다.

### AEK 3기
2010년 6월 5일, 델라스는 AEK와 또다시 계약에 합의했는데, 그는 이번에 기간을 1년으로 잡았고, 자신이 지지하는 팀에서 은퇴할 의도가 있는 것으로 보여졌다. 델라스는 AEK에서 앞서 그리스를 UEFA 유로 2004 우승 당시 동행했던 판텔리스 카페스와 한팀을 이루었다. 2010년 12월 12일, 델라스는 또다른 그리스의 UEFA 유로 2004 우승 주역인 니코스 다비자스와 스틸리아노스 베네티디스의 라리사를 상대로 2년만에 복귀한 그리스 리그에서 득점했다. 2011년 4월 30일, 트라야노스 델라스는 AEK에서의 두번째 그리스 컵을 우승했다. 2012년 5월 26일, 델라스는 프로 무대 은퇴를 선언했다.

## 국가대표팀 경력

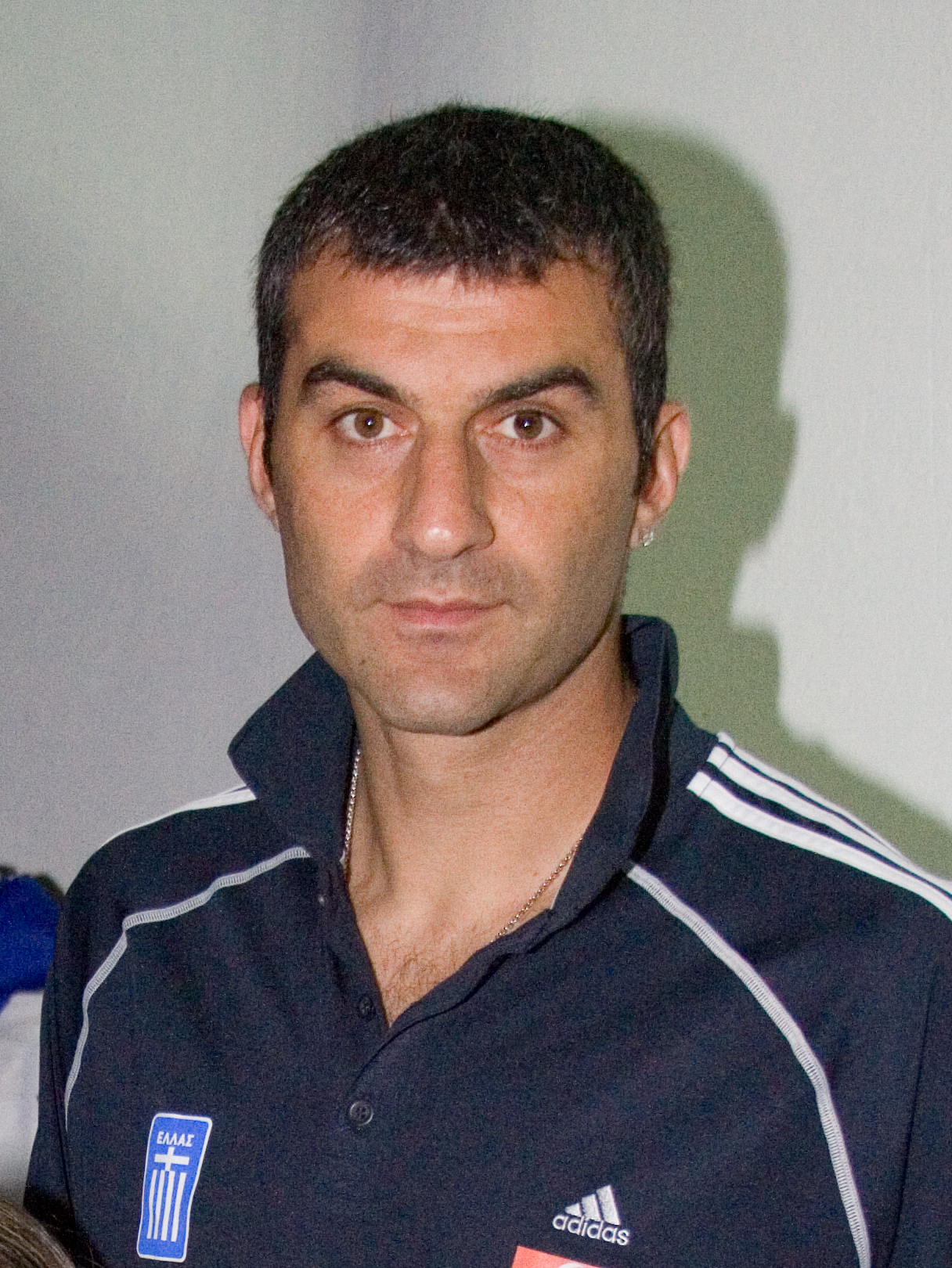
그리스 국가대표팀의 델라스

2001년 4월, 2-2로 비긴 크로아티아전에서 그리스 국제경기에 처음 출전했다. 델라스는 미할리스 카프시스와 중앙 수비진으로 조합되어 UEFA 유로 2004에서 특출한 활약을 펼쳐, 난공불락의 그리스 수비를 조직했고, 토너먼트의 팀 일원으로 선정되게 했다. 체코와의 UEFA 유로 2004 준결승전에서, 그는 연장 전반 막판에 역사상 처음이자 마지막, 유일한 실버골을 득점하였고, 그리스에게 결승전 진출권을 선사했다. 이 골은 그가 국제경기에서 넣은 처음이자 유일한 골이었다.
그리스 국가대표팀 감독은 그의 활약에 대한 감사의 표시로 '로도스의 거상'이라는 수식어를 붙였고, 이 수식어는 현재 언론에서 자주 인용되고 있다. UEFA 유로 2004 이후, 델라스는 그리스 수비의 중심을 맡게 되었으나, 2005년에 부상으로 거의 8달간 결장했다. 그의 부재는 그리스에게 치명타가 되었는데, 그의 공백을 극복하지 못한 그리스는 2006년 FIFA 월드컵 예선전을 통과하지 못했다. 2년 후, 델라스는 UEFA 유로 2008 본선행을 도왔으나, 2004년의 기량을 회복하지 못했고, 그리스는 조별 리그에서 승점 1점도 획득하지 못하고, 1득점만 올린채 탈락했다. 그는 2010년 FIFA 월드컵 예선전에 중요한 역할을 맡았으나, 2009년 4월 1일의 이스라엘전 승리 이후로 더 이상 차출되지 못하였다. 그 후, 그는 2010년 FIFA 월드컵의 예비 엔트리에도 포함되지 못했다.

## 감독 경력
2013년 4월 4일, 트라야노스는 에발트 리넨, 아키스 지코스를 대신해 AEK의 감독이 되었다. AEK가 수페르리가 엘라다에서 강등된 후, 델라스는 팀의 부채를 해결하기 위해 2부 리그인 풋볼 리그가 아닌 3부 리그인 풋볼 리그 2에서 팀을 계속 지도하게 되었다.

## 사생활
델라스는 그리스 모델 고고 마스트로코스타와 2008년 9월 11일에 결혼했다. 둘 사이에 딸 하나를 가지고 있다.

## 통계

### 국가대표팀
2010년 3월 3일 기준
| 국가대표팀 | 연도 | 출장 | 골 |
| ---------- | ---- | ---- | -- |
| 그리스     | 2001 | 01   | 0  |
| 그리스     | 2002 | 04   | 0  |
| 그리스     | 2003 | 07   | 0  |
| 그리스     | 2004 | 13   | 1  |
| 그리스     | 2005 | 02   | 0  |
| 그리스     | 2006 | 05   | 0  |
| 그리스     | 2007 | 07   | 0  |
| 그리스     | 2008 | 12   | 0  |
| 그리스     | 2009 | 02   | 0  |
| 합계       | 합계 | 53   | 1  |

출처: (영어) 트라야노스 델라스 - National Football Teams

### 국가대표팀 득점 기록
트라야노스 델라스 국가대표팀 득점 기록
| # | 날짜           | 경기장                                 | 상대 | 점수 | 결과 | 대회           |
| - | -------------- | -------------------------------------- | ---- | ---- | ---- | -------------- |
| 1 | 2004년 7월 1일 | 이스타디우 두 드라강, 포르투, 포르투갈 | 체코 | 1–0  | 1–0  | UEFA 유로 2004 |

## 수상

### 선수
AEK
- 그리스 컵: 1999–2000, 2010–11

그리스
- UEFA 유럽 축구 선수권 대회: 2004

개인
- UEFA 유럽 축구 선수권 대회 토너먼트의 팀: 2004

수페르리가 엘라다 노바 상
- 수페르리가 엘라다 최고의 팀[12]: 2010–11

### 감독
AEK
- 풋볼 리그 2: 2013-14